# Австрия на летних Олимпийских играх 1904
Из австрийской части Австро-Венгрии на летних Олимпийских играх 1904 участвовал один спортсмен в одном виде спорта. Команда заняла десятое место в общекомандном зачёте.

## Медалисты

### Бронза
| Бронза |            |                                     |
| №      | Спортсмены | Вид спорта (дисциплина)             |
| 1      | Отто Вале  | Плавание (440 ярдов вольным стилем) |

## Результаты соревнований

### Плавание
| Соревнование             | Спортсмены | Финал      | Финал |
| Соревнование             | Спортсмены | Результат  | Место |
| ------------------------ | ---------- | ---------- | ----- |
| 440 ярдов вольным стилем | Отто Вале  | 6:39,0     | 3     |
| 880 ярдов вольным стилем | Отто Вале  | DNF        | —     |
| 1 миля вольным стилем    | Отто Вале  | неизвестен | 4     |